# 仰儒
仰儒（1452年—？），字世用，浙江杭州府餘杭縣人，民籍，明朝政治人物。

## 生平
浙江鄉試第三十一名舉人。弘治六年（1493年）中式癸丑科會試第一百四十六名，三甲第七十一名。歷官南京工部郎中，出知雲南楚雄府。

## 家族
曾祖仰景名；祖父仰瓛；父仰賢，母方氏。慈侍下。